# 朱祐橺
荊和王朱祐橺（1471年—1504年），是都梁王朱見溥嫡第一子，靖王朱祁鎬嫡孫，明朝第四代荊王。
朱見溥被兄长荆王朱见潚所杀后，朱祐橺在成化十九年（1483年）受封都梁王。後朱见潚罪行暴露被废黜、并遭赐死。明孝宗指定朱祐橺继位荆王，先暂管荆王府事，后於弘治七年（1494年）晉封荊王。但其父朱见溥没有被追封为荆王的记载。他在位十年，在弘治十七年（1504年）過世，諡號和，三年後其長子端王朱厚烇就嗣位。